# هرمان بار
هرمان بار (انگلیسی: Hermann Bahr؛ ۱۹ ژوئیهٔ ۱۸۶۳ – ۱۵ ژانویهٔ ۱۹۳۴) یک نویسنده، نمایش‌نامه‌نویس، کارگردان و منتقد اهل اتریش بود.